# Rictor
 (septembre 2012).
Si vous disposez d'ouvrages ou d'articles de référence ou si vous connaissez des sites web de qualité traitant du thème abordé ici, merci de compléter l'article en donnant les références utiles à sa vérifiabilité et en les liant à la section « Notes et références ».
Rictor est un personnage de fiction et un super-héros appartenant à l'univers de Marvel Comics, créé par Louise et Walt Simonson dans X-Factor (vol. 1) #17 en 1987.

## Origine
Enfant, Julio Estiban Richter (surnommé Ric) vit son père, un trafiquant d'armes mexicain, se faire tuer par un inconnu (Stryfe). Afin d'échapper aux autorités, sous l'identité de Lance Alvers, il fut utilisé par une organisation désirant se servir de son pouvoir. Puis libéré par Facteur-X, dont il devint une jeune recrue avec Big Bang, Rusty et Skid. Jusqu'à ce que Cameron Hodge découvre sa véritable identité et menace de le faire arrêter s'il refusait de se faire recenser.
Il rejoignit alors très vite les Nouveaux Mutants sous le nom d'Avalanche (identité utilisée autrefois par le mutant grec Dominic Petros de la Confrérie), et affronta Caliban transformé en Cavalier, et Dents de Sabre. Ce dernier le blessa gravement, mais l'arrivée de Cable le sauva.
Avec Félina, Lance fut par la suite fait prisonnier sur l'île de Génosha, dont il devint le Mutant #2347. Les efforts combinés des X-Men, des Nouveaux Mutants et de Facteur-X mirent fin à l'esclavage et firent choir le gouvernement. Libéré, Avalanche quitta les Nouveaux Mutants, pensant de plus en plus que l'homme qui avait tué son père des années auparavant était Cable. 
Il fut contacté par le gouvernement canadien et intégra, sous le nom de Rictor, Weapon Prime, dont l'objectif était l'arrestation de Cable. Mais leur mission fut empêchée par les Nouveaux Mutants rescapés, devenus X-Force sous la direction de Cable. Rictor découvrit alors que Stryfe (un clone de Cable) était l'auteur du meurtre de son père et non Cable.
Il rejoignit X-Force, juste à temps pour être emprisonné avec l'équipe, alors que Cable était accusé de tentative d'assassinat sur la personne du Professeur Xavier. Il s'agissait en fait, à nouveau de Stryfe.
Rictor quitta sa vie de X-Forcer quand son oncle et son cousin furent abattus lors d'une vente d'armes. Mais il revint soutenir son ami Shatterstar. Les deux jeunes hommes voyagèrent au Mexique pour régler les affaires de la famille Richter.
Il fut rappelé par le Professeur Xavier pour devenir agent de l'X-Corporation. Il affronta l'Arme XII, et sa coéquipière Darkstar fut tuée.
Rictor fit partie de la majorité des mutants à perdre leurs pouvoirs lors du Jour M.
On le revit au cœur de Mutant Town, sans pouvoirs et prêt à se suicider. Mais il fut sauvé par Facteur-X Investigations, et fait partie désormais de l'agence. Alors qu'il avait une relation conflictuelle avec Wolfbane depuis sa capture au Génosha, ils ont commencé une liaison houleuse. Ensuite, il sort avec Shatterstar, et fait son coming out. Rictor et Shatterstar s'embrassent en 2009 dans  X-Factor #45.
Dans la mini-série 2010-2011 Avengers: The Children's Crusade, la sorcière rouge qui avait été responsable du M-Day original, se voit demander si elle réalimenterait d'anciens mutants. Le groupe invite X-Factor Investigation et leur demande d'amener d'anciens mutants qui souhaitent être re-powered. X-Factor refuse, mais Rictor se porte volontaire. Pendant le processus, le bâtiment tremble, le faisant presque tomber sur eux. Jamie blâme Wanda, mais Rictor répond "Ce n'était pas elle ... C'était moi. Ce tremblement, c'était moi.

## Pouvoirs
Rictor est un mutant capable de générer et de manipuler l'énergie sismique et de créer des vagues de vibrations extrêmement puissantes dans n'importe quel objet à proximité, provoquant l'éclatement ou l'effondrement des objets. Lorsqu'il est utilisé contre des objets avec une plus grande surface, les effets ressemblent beaucoup à un tremblement de terre. Les pouvoirs de Rictor semblent affecter les objets organiques de la même manière que les objets inorganiques ; il est représenté en les utilisant pour faire exploser une plante de cactus dans X-Force # 25. Rictor lui-même est immunisé contre les effets nocifs des vibrations qu'il crée. , qui est situé dans la ceinture de feu du Pacifique, dans New Mutants # 93 (septembre 1990). Dans New X-Men # 130, Jean Grey déclare également que Rictor a une sorte de défense télépathique contre l'infestation de Weapon XII. Dans le numéro 1 de la relance de X-Factor en 2005, il est décrit comme suicidaire, déplorant la perte de son pouvoir après le M-Day. Au cours de la série, il raconte comment il avait une sorte de lien empathique avec la terre elle-même et qu'il lui manque. Ses pouvoirs sont restaurés six ans plus tard dans Avengers : la croisade des enfants.
Rictor peut obtenir une information visuelle directe sur un objet, une personne, un lieu ou un événement physique par des moyens autres que sa vue physique et lui permet d'agir lorsqu'il est incapable d'utiliser ses yeux. Il peut « voir » les êtres spirituels/psychiques et percevoir les émotions, les pensées et les souvenirs des autres. En plus de pouvoir se projeter dans le monde spirituel.

## Cinéma
Jason Genao interprète Rictor dans le film Logan (2017). Il est alors le chef des enfants devant passer la frontière avec le Canada pour être libre. Il finit par se faire capturer, puis est libéré par Logan et finit par tuer X-24 en utilisant ses pouvoirs.